# Забельское (Башкортостан)
Забельское (баш. Забельский) — село в Стерлитамакском районе Республики Башкортостан Российской Федерации. Входит в состав Алатанинского сельсовета.

## География

### Географическое положение
Расстояние до:
- районного центра (Стерлитамак): 25 км,
- центра сельсовета (Алатана): 2 км,
- ближайшей ж/д станции (Стерлитамак): 25 км.

## Население
| 2002 | 2009 | 2010 |
| ---- | ---- | ---- |
| 212  | ↗222 | ↘200 |

Национальный состав
Согласно переписи 2002 года, преобладающие национальности —  башкиры (44 %), русские (37 %).